# Bedtime Stories
Bedtime Stories este al șaselea album de studio al Madonnei, lansat pe 25 octombrie 1994. În 1995 a fost nominalizat pentru un premiu Grammy la categoria "Cel mai bun album vocal pop". A fost certificat Aur și Platină pe 5 ianuarie 1995, și 3xPlatină pe 32 noiembrie 1995, vânzându-se cu 3 milioane în Statele Unite și peste 7 milioane în întreaga lume.

## Compunerea și înregistrarea
Pentru album, Madonna a colaborat cu mai mulți muzicieni, unii chiar foarte cunoscuți deja, lucru neobișnuit pentru solistă până atunci. Producătorii principali au fost compozitorii americani de muzică R&B: Babyface, Dave Hall și Dallas Austin dar și britanicul Nellee Hooper. Pe acesta din urmă l-a ales fiind încântată de piesele create de el alături de Massive Attack, Soul II Soul și Bjork.
Numele albumului vine de la cântecul „Bedtime Story” scris de Bjork pentru Madonna, acesteia plăcându-i aluzia: un album cu povești, folosind cuvinte pe care le înveți copiilor. Mai târziu a realizat că „oamenii s-ar putea să considere titlul ca fiind o aluzie la cântece ce le asculți înainte de a face sex. Dar am spus, ce naiba? E un titlu frumos, așa că-l voi folosi.”
„Este un album despre emoții, romantism și iubire neîmpărtășită. Nu e vorba că nu mai vreau să am de-a face cu sexualitatea, doar că cred că subiectul a distrat atenția [de la muzică].”—Madonna.
Majoritatea pieselor au ca temă lupta spirituală și recunoașterea acesteia, având un concept romantic. Madonna a ales să exploreze romanticismul din cauza recenziilor negative primite pentru albumul Erotica și cartea Sex, considerând că tema folosită anterior a distras atenția de la munca propriu-zisă.
Cântecul „Inside of Me” vorbește despre mama Madonnei, care decedase când fiica ei avea doar cinci ani. Versurile acestuia descriu cum mama ei este „o forță tăcută de putere” pentru cântăreață.
„Forbidden Love”, un cântec pop-R&B cu influențe de muzică jazz conține un citat de Proust - „Rejection is the greatest aphrodisiac” (rom. - „Respingerea este cel mai bun afrodisiac”). Madonna a inclus citatul, care este recitat singur în timpul instrumentalului, considerând că este adevărat.
Piesele „Survival” și „Human Nature” sunt îndreptate direct către cei care i-au criticat perioada „Erotica”, Madonna declarând: „Sunt foarte specifice. Celelalte cântece pot fi despre oricine, dar în acestea două e destul de evident că mă adresez publicului. Și ambele spun același lucru: Hei lasă-mă în pace; nu te răzbuna pe mine pentru nimic!”
„Sanctuary” conține un citat dintr-un poem de Walt Whitman - „Surely whoever speaks to me in the right voice, him or her I shall follow” - pe care Madonna l-a observat într-o carte citită în acea perioadă, Motherless Daughters.

## Recepția critică și comercială

### Premii și recunoașteri
| Anul | Ceremonia                        | Premiul                 | Rezultatul |
| ---- | -------------------------------- | ----------------------- | ---------- |
| 1994 | The 1994 Pazz & Jop Critics Poll | Albums                  | Locul 26   |
| 2011 | Slant Magazine                   | Best Albums of the '90s | Locul 63   |

## Lista pieselor
| #  | Titlu                      | Compozitori                                                         | Producători                | Durată |
| -- | -------------------------- | ------------------------------------------------------------------- | -------------------------- | ------ |
| 01 | „Survival”                 | Madonna, Dallas Austin                                              | Nellee Hooper și Madonna   | 3:31   |
| 02 | „Secret”                   | Madonna, Dallas Austin, Shep Pettibone                              | Madonna și Dallas Austin   | 5:04   |
| 03 | „I'd Rather Be Your Lover” | Madonna, Dave Hall, Isley Brothers, Christopher Jasper              | Madonna și Dave „Jam” Hall | 4:39   |
| 04 | „Don't Stop”               | Madonna, Dallas Austin, Colin Wolfe                                 | Madonna și Dallas Austin   | 4:38   |
| 05 | „Inside of Me”             | Madonna, Dave Hall, Nellee Hooper                                   | Nellee Hooper și Madonna   | 4:11   |
| 06 | „Human Nature”             | Madonna, Dave Hall, Shawn McKenzie, Kevin McKenzie, Michael Deering | Madonna și Dave „Jam” Hall | 4:53   |
| 07 | „Forbidden Love” *         | Kenneth „Babyface” Edmonds, Madonna                                 | Nellee Hooper și Madonna   | 4:09   |
| 08 | „Love Tried to Welcome Me” | Madonna, Dave Hall                                                  | Madonna și Dave "Jam" Hall | 5:21   |
| 09 | „Sanctuary”                | Madonna, Dallas Austin, Anne Preven, Scott Cutler, Herbie Hancock   | Madonna și Dallas Austin   | 5:03   |
| 10 | „Bedtime Story”            | Nellee Hooper, Björk Guðmundsdóttir, Marius DeVries                 | Nellee Hooper și Madonna   | 4:52   |
| 11 | „Take a Bow”               | Kenneth „Babyface” Edmonds, Madonna                                 | Babyface și Madonna        | 5:21   |

(*) a nu se confunda cu piesa cu același nume de pe albumul Confessions on a Dance Floor.

### Cântece promovate
- „Secret”
- „Take a Bow”
- „Bedtime Story”
- „Human Nature”

## Promovare
Acesta a fost unul din albumele Madonnei care nu s-a bucurat de un turneu care să-l promoveze deoarece cântăreața a declarat că nu dorește să-și obosească vocea pentru a fi pregatită pentru rolul din Evita. Totuși, piese de pe album au fost interpretate în turneele ulterioare: Drowned World Tour („Secret” și „Human Nature”), Re-Invention Tour („Bedtime Story” - interludiu video) și Sticky & Sweet Tour („Human Nature”).